# Estênelo (filho de Áctor)
Estênelo (português brasileiro) ou Esténelo (português europeu) (em grego clássico: Σθένελος; romaniz.: Sthénelos; em latim: Sthenelus), na mitologia grega, foi um tessálio, filho de Áctor, que por sua vez era filho de Mirmidão e Pisídice. Acompanhou Héracles em sua expedição no país das amazonas. Na volta, foi ferido e morreu na Paflagônia, na Ásia Menor, onde foi sepultado na costa. Mais adiante, por ocasião da passagem dos Argonautas pela região, Perséfone permitiu que voltasse à terra para vê-los. Os argonautas o honraram com um sacrifício e o fizeram-no herói.